# Cesare deve morire
Cesare deve morire is een Italiaans docudrama uit 2012 onder regie van de gebroeders Paolo en Vittorio Taviani. De film is deels gebaseerd op het toneelstuk Julius Caesar (1599) van de Engelse auteur William Shakespeare. De broers Taviani wonnen met deze film de Gouden Beer op het Filmfestival van Berlijn. In de film spelen echte gevangenen mee.

## Verhaal
In de Rebibbia-gevangenis in Rome voeren de gedetineerden het toneelstuk Julius Caesar van Shakespeare op. De film registreert de aankondiging, de voorbereidingen en de uitvoering van het stuk. In hun rollen komen de persoonlijke frustraties van de gevangenen tot uiting.

## Rolverdeling
- Cosimo Rega: Cassius
- Salvatore Striano: Brutus
- Giovanni Arcuri: Caesar
- Antonio Frasca: Marcus Antonius
- Juan Dario Bonetti: Decius
- Vincenzo Gallo: Lucius
- Rosario Majorana: Metellus
- Francesco De Masi: Trebonius
- Gennaro Solito: Cinna
- Vittorio Parrella: Casca